# Chloe Magee
Chloe Magee (* 29. November 1988 in Raphoe, County Donegal, Irland) ist eine irische Badmintonspielerin.

## Karriere
Chloe Magee, die bereits im Alter von vier Jahren Badminton spielte, begann 2005 ihre professionelle Sportlerkarriere. 2008 gehörte sie zu der aus 54 Sportlern bestehenden irischen Mannschaft bei den Olympischen Sommerspielen in Peking und nahm am Badmintonwettbewerb im Dameneinzel teil. Sie verlor dabei in Runde zwei und wurde somit 17. in der Endabrechnung. Irische Meisterin wurde sie in den Jahren 2005, 2007, 2008 und 2009. 2007 siegte sie bei den Welsh International, 2010 bei den Spanish International.
In der Saison 2017 wurde sie in Deutschland mit der Mannschaft des TV Refrath deutscher Mannschaftsmeister im Badminton.
Die irischen Badmintonspieler Sam Magee und Joshua Magee sind ihre Brüder.

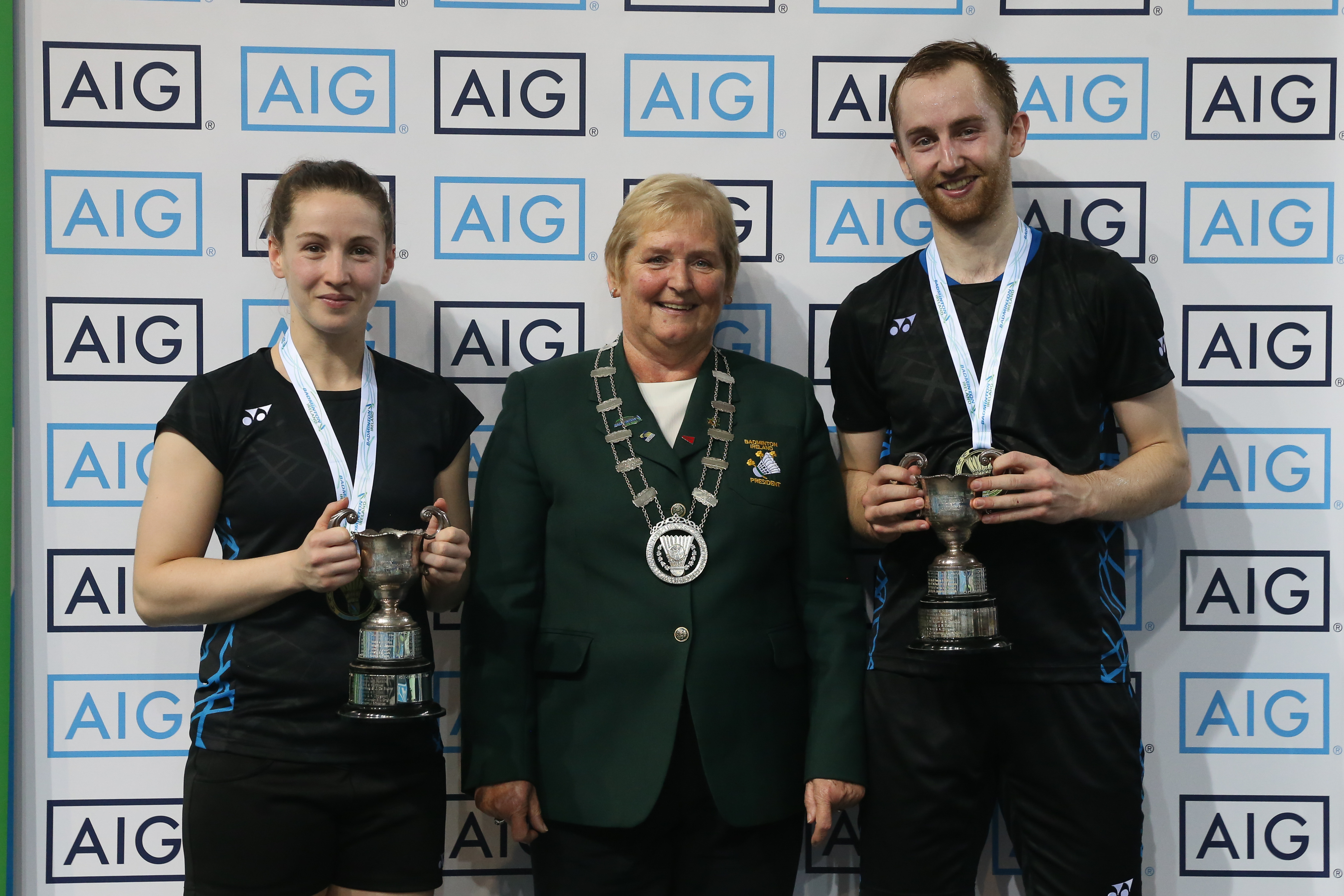
Chloe & Sam Magee (Irish Open Mixed Double Champions 2018)

## Sportliche Erfolge
| Saison    | Veranstaltung                  | Disziplin   | Platz | Name                     |
| --------- | ------------------------------ | ----------- | ----- | ------------------------ |
| 2005      | Irland: Einzelmeisterschaften  | Damendoppel | 1     | Bing Huang / Chloe Magee |
| 2007      | Welsh International            | Damendoppel | 1     | Chloe Magee / Bing Huang |
| 2007      | Irish Open                     | Damendoppel | 1     | Huang Bing / Chloe Magee |
| 2007      | Irland: Einzelmeisterschaften  | Dameneinzel | 1     | Chloe Magee              |
| 2007      | Irland: Einzelmeisterschaften  | Damendoppel | 1     | Bing Huang / Chloe Magee |
| 2007      | North Shore City International | Damendoppel | 1     | Chloe Magee / Bing Huang |
| 2007/2008 | Schweden: Einzelmeisterschaft  | Mixed       | 1     | Sam Magee / Chloe Magee  |
| 2008      | Irland: Einzelmeisterschaften  | Dameneinzel | 1     | Chloe Magee              |
| 2008      | Irland: Einzelmeisterschaften  | Damendoppel | 1     | Bing Huang / Chloe Magee |
| 2008      | Irland: Einzelmeisterschaften  | Mixed       | 1     | Sam Magee / Chloe Magee  |
| 2008      | Slovak International           | Damendoppel | 1     | Bing Huang / Chloe Magee |
| 2008      | Olympische Sommerspiele        | Dameneinzel | 17    | Chloe Magee              |
| 2009      | Irland: Einzelmeisterschaften  | Mixed       | 1     | Sam Magee / Chloe Magee  |
| 2009      | Irland: Einzelmeisterschaften  | Dameneinzel | 1     | Chloe Magee              |
| 2010      | Spanish International          | Mixed       | 1     | Sam Magee / Chloe Magee  |
| 2010      | Dutch International            | Dameneinzel | 2     | Chloe Magee              |
| 2010      | Bulgarian International        | Dameneinzel | 2     | Chloe Magee              |
| 2011      | Irische Meisterschaft          | Dameneinzel | 1     | Chloe Magee              |
| 2011      | Irische Meisterschaft          | Mixed       | 1     | Sam Magee / Chloe Magee  |
| 2014      | Greece International           | Mixed       | 1     | Sam Magee / Chloe Magee  |

## Trivia
- Chloe Magee gewann als erste Badmintonspielerin aus Irland ein Spiel bei Olympischen Spielen.
- Der irische Nationaltrainer Daniel "Dan" Magee ist ihr Bruder.
- Bei den Europaspielen 2019 führte sie die irische Delegation mit der Nationalflagge in das Stadion.